# Haumaniastrum prealtum
Haumaniastrum prealtum là một loài thực vật có hoa trong họ Hoa môi. Loài này được (Briq.) P.A.Duvign. & Plancke mô tả khoa học đầu tiên năm 1959.